# Бардаково княжество
Бардаково княжество — мансийско-селькупское политическое объединение в Западной Сибири, которое образовалось в конце XV века. Было вассалом Сибирского ханства. В 1594 году покорено Русским царством.

## История
Образовалось в конце XV века. Точное самоназвание не известно. Так его именовали в Русском царстве по имени тогдашнего правителя Бардака. Бардаково княжество простиралось от устья реки Тром-Аган вниз до современного Сургута (здесь располагалась столица княжества) и далее по Оби (и Юганской Оби), охватывая часть бассейна реки Балык. В состав княжества входили земли бассейнов рек Пим, Большой и Малый Юган. Кроме того, данниками князя считались селькупы, которые проживали в верховьях реки Пур. В целом соответствует современному Сургутскому району Ханты-Мансийского автономного округа.
На западе имело границы с Белогорским княжеством, на востоке — Пегою ордой, на севере — Казымским княжеством и ненецкими племенами, на юге — Сибирским ханством. Вероятно, образовалось после упадка Тюменского ханства в 1496 году. Однако относительно отношений с соседями мало сведений. Вероятно, именно Бардак собрал местные племена в единое политическое объединение.
В 1563 году признало зависимость от Кучума, правителя Сибирского ханства. В 1583 году после поражения Кучума от войск Ермака, князь Бардак (другие варианты Бардыка или Барца) занял нейтральную позицию в отношении Кучумовичей и Русского царства. Это позволило длительное время сохранять свои земли от атак. Но в 1594 году по приказу царя князь Фёдор Барятинский отправился в княжество для основания Сургутского острога, который считался необходимым для дальнейшего покорения Пегой орды. Однако Бардак не собирался спокойно наблюдать за действиями русских. Барятинский вместе с кодским князем Ичигеем внезапным ударом подошёл к столице княжества, где спрятался Бардак. Последний длительное время оказывал ожесточённое сопротивление, но не смог противостоять пушкам. В результате вынужден был сдаться.
Присягнув на верность русскому царю, Бардак сохранил некоторую независимость. Князь Бардак, как и прежде, распоряжался своими людьми, вершил суд и собирал ясак, но уже сам вынужден был подчиняться приказам, платить дань и отвечать в суде по необходимости. В 1598 году 100 воинов Бардака принимали участие в походе против Вони, князя Пегой орды. Впоследствии Бардак донёс русским воеводам о союзе Вони и хана Кучума.
В 1602 воины князя Бардака принимали участие в войне Русского царства с князем Малой Пегой орды Кичеем, в результате поражения последнего к землям Бардакова княжества была присоединена часть Пегой орды. В 1610 году присоединена одна из волостей Кодского княжества.
В 1617 (по другим данным в 1619) сыновья Бардака — Тонья и Суета — со своими людьми захватили казну на 400 рублей, убив нескольких русских людей. В Сургуте произошла паника и против восставших был послан отряд во главе с подьячим Иваном Афанасьевым. Подавление этого выступления привело к отстранению от управления в княжестве прямых потомков Бардака. Впоследствии эту местность в документах называли уже не княжеством, а Бардаковой волостью.